# Rachel Goitein-Strausová
Rachel Goiteinová, provdaná Straussová (21. března 1880, Karlsruhe – 15. května 1963, Jeruzalém) byla německá židovská lékařka, aktivistka a sionistka. Pocházela z rodiny Goiteinových z Moravy.
Byla první ženou, která studovala na lékařské fakultě univerzity v Heidelbergu.

## Život
Narodila se v Karlsruhe jako čtvrté dítě ortodoxního rabína Gabora Goiteina a učitelky Idy rozené Löwenfeldové.
Otec zemřel, když byly Rachel 3 roky. Do roku 1893 navštěvovala vyšší dívčí školu v Karlsruhe (dnešní Lessingovo gymnázium), kde v roce 1899 odmaturovala společně s budoucí lékařkou Johannou Kappesovou. Ve vzdělání ji finančně podporoval strýc Raphael Löwenfeld. Přes negativní postoj některých profesorů , se zapsala jako první studentka medicíny  na Heidelberské univerzitě, když předtím navštěvovala přednášky ve staré francouzštině a angličtině. Díky tomu se stala jednou z prvních čtyř studentek, které se v letním semestru zapsali na univerzitu. Od zimního semestru 1901/1902 působila, nějaký čas i jako předsedkyně, ve spolku studujících žen v Heidelbergu, na rozdíl např. od ubíjejícího židovského studentského spolku Badenia. 
V roce 1905 s úspěchem složila státní zkoušku a v roce 1907 získala doktorát v oboru medicíny s disertační prací na téma karcinom choria.

### Manželství a rodina
V roce 1905 se provdala za právníka Eliase "Eliho" Strause, syna bankéře z Karlsruhe. Navzdory sňatku se Rachel nevzdala své kariéry, nýbrž dokončila lékařské studium, což bylo v té době velmi neobvyklé. V roce 1908 si otevřela gynekologickou praxi v Mnichově. To z ní udělalo první rezidentní lékařku, která byla vyškolena na německé univerzitě. 
V roce 1907 manželé odjeli do Palestiny, ale jejich pět dětí se narodilo po návratu do Německa v Mnichově: Isabella (1909–1999, provdaná - Emrich, ekonom v Izraeli), Hannah (1912 – asi 2010, provdaná Strausová, učitelka a psycholožka v Kanadě, syn), Samuel Friedrich, Peter (1914–1958, farmář v Izraeli a úředník v USA), Gabriele (* 1915, provdaná Rosenthalová, později dětská psycholožka v Izraeli) a Ernst Gabor Straus (1922–1983, matematik, žák A. Einsteina, profesor matematiky v Los Angeles).
Rachel zpochybňovala loajalitu židovských občanů vůči německé válečné politice, kterou považovala za slepou, a podle toho se vyjadřovala zejména na přednáškách, které nestály v rozporu s její nezlomnou náklonností k Německu a německé kultuře. Tento názor ještě zesílil po smrti jediného bratra Ernsta Goiteina v první světové válce
Jako lékařka Rachel Strausová bojovala z feministického pohledu za zrušení zákona o interrupci, angažovala se v sociálních a vzdělávacích otázkách a byla předsedkyní Asociace židovských žen pro palestinskou práci a členkou Mezinárodní sionistické organizace žen (WIZO). V roce 1918 se účastnila několika výborů Bavorské republiky rad.
V roce 1932 na žádost Berthy Pappenheimové převzala vedoucí roli v Židovské ženské lize.
Její manžel Eli Straus zemřel na rakovinu v roce 1933 a v témže roce Rachel emigrovala do Palestiny se svými dvěma dětmi školního věku, kde prošly počátečním obdobím strádání. Rachel Straus pokračovala v práci jako lékařka a sociální pracovnice a v roce 1952 založila izraelskou skupinu Women's International League for Peace and Freedom, jejíž čestnou předsedkyní zůstala až do své smrti v roce 1963.

## Odkaz
Rachel Goiteinová-Strausová je pohřbena na hřbitově Sanhedrija v Jeruzalémě. Její pozůstalost je uchována v archivech Institutu Leo Baecka v New Yorku. Jeden z jejich sociálních projektů, podpora hendikepovaných AKIM Jerusalem, existuje dodnes  a provozuje zde školicí středisko Beth Rahel Straus.
Po Rachel Goiteinové-Strausové byla pojmenována ulice Rahel-Straus-Strasse v Karlsruhe a v Mnichov (Rahel-Straus-Weg). V roce 2008 se v Oldenburgu změnil název ulice, který do té doby nesla jméno osoby podezřelé z podpory nacismu.  Sdružení Gegen Vergessen - Für Demokratie v Bádensku-Württembersku od roku 2019 uděluje cenu Rachel Strausové za projekty v oblasti kultury. 
V rámci Programu financování Rahel Goitein-Strausové podporuje Lékařská fakulta v Heidelbergu mladé vědkyně, které se po získání doktorátu věnují nezávislému výzkumu. Program financování má pomoci snížit nedostatečné zastoupení žen v habilitacích.

## Spisy
- Rahel Straus: Wir lebten in Deutschland. Erinnerungen einer deutschen Jüdin 1880–1933. DVA, Stuttgart 1961 (2. a 3. vydání 1962). Auszugsweise in: Andreas Lixl-Purcell (vyd.): Erinnerungen deutsch-jüdischer Frauen 1900–1990 Reclam, Leipzig 1992 u.ö. ISBN 3-379-01423-0, s. 49–60 unter dem Titel: Als Ärztin in München 1905–1910.
- Rahel Straus-Goitein: Ein Fall von Chorionepitheliom. Diss. med. München, Heller, München 1907 (33 S.).